# Blias
Blias is een geslacht van eenoogkreeftjes uit de familie van de Chondracanthidae. De wetenschappelijke naam is voor het eerst geldig gepubliceerd in 1863 door Krøyer.

## Soorten
- Blias marplatensis Timi, Etchegoin & Lanfranchi, 2004
- Blias prionoti Krøyer, 1863